# Abdulaziz Al-Gumaei
Abdulaziz Al-Gumaei (in arabo عبد العزيز محمد علي الجميعي‎?; 8 gennaio 1990) è un calciatore yemenita, difensore dell'Al-Mesaimeer e della nazionale yemenita.

## Carriera

### Club
Ha giocato nel campionato yemenita, giordano e qatariota.

### Nazionale
Ha esordito in nazionale nel 2008 e preso parte alla Coppa d'Asia 2019.